# Amanda Leighton
Amanda Leighton (* 7. Juni 1993 in Fresno, Kalifornien) ist eine US-amerikanische Schauspielerin.

## Leben und Karriere
Amanda Leighton wurde in der kalifornischen Stadt Fresno geboren, wo sie die Clovis West Highschool besuchte.
Sie ist seit 2005 als Schauspielerin aktiv, nachdem sie eine Gastrolle in einer Episode der Serie Six Feet Under – Gestorben wird immer übernahm. Es folgten Auftritte in Serien wie Criminal Minds, Grey’s Anatomy, Dr. House und Pretty Little Liars, bevor sie 2012 einen Nebenrolle in Make It or Break It übernahm. Für diese Rolle kam ihr der Tanzunterricht zugute, den sie bis dahin bereits seit elf Jahren genoss.
Von 2013 bis 2014 gehörte sie kurzzeitig zur Besetzung der Seifenoper Schatten der Leidenschaft. Weitere Serienauftritte folgten etwa mit Home & Family, Bones – Die Knochenjägerin oder Rosewood. Von 2014 bis 2018 war Leighton als Emma Kurtzman in der Serie The Fosters zu sehen, wodurch sie größere Bekanntheit erlangte. 2017 folgte die Rolle der Sophie im Teenageralter, als ein Teil der Besetzung von This Is Us – Das ist Leben.
Neben ihrer Schauspieltätigkeit ist Leighton auch als Sprecherin aktiv. So leiht sie etwa seit 2016 Blossom von den Powerpuff Girls ihre Stimme und übernahm 2018 eine weitere Sprechrolle in der Netflix-Original-Serie Trolls – Die Party geht weiter!. Auch in Videospielen, etwa Lego Dimensions und World of Final Fantasy, war sie als Sprecherin zu hören.

## Filmografie (Auswahl)
- 2005: Six Feet Under – Gestorben wird immer (Six Feet Under, Fernsehserie, Episode 5x07)
- 2010: Criminal Minds (Fernsehserie, Episode 5x13)
- 2011: Grey’s Anatomy (Fernsehserie, Episode 7x12)
- 2011: Dr. House (House M.D., Fernsehserie, Episode 7x12)
- 2011: Pretty Little Liars (Fernsehserie, 2 Episoden)
- 2011–2012: 90210 (Fernsehserie, 3 Episoden)
- 2012: Make It or Break It (Fernsehserie, 7 Episoden)
- 2012: Eine Scheidung zum Verlieben (Divorce Invitation)
- 2013: Karate-Chaoten (Kickin’ It, Fernsehserie, Episode 3x10)
- 2013: Austin & Ally (Fernsehserie, Episode 2x22)
- 2013: Sketchy (Fernsehserie, eine Episode)
- 2013: Filthy Preppy Teen$ (Fernsehfilm)
- 2013–2014: Schatten der Leidenschaft (The Young and the Restless, Fernsehserie, 6 Episoden)
- 2014: Home & Family (Fernsehserie, eine Episode)
- 2014: Bones – Die Knochenjägerin (Bones, Fernsehserie, Episode 10x03)
- 2014–2018: The Fosters (Fernsehserie, 52 Episoden)
- 2015: The Better Half
- 2015: Stolen (Kurzfilm)
- 2015–2017: Gamer’s Guide für so ziemlich alles (Gamer’s Guide to Pretty Much Everything, Fernsehserie, 2 Episoden)
- 2016: The Cheerleader Murders (Fernsehfilm)
- 2016: Teen Titans Go! (Fernsehserie, Episode 3x40, Stimme)
- 2016: Rosewood (Fernsehserie, 2 Episoden)
- 2016–2019: Powerpuff Girls (Fernsehserie, 99 Episoden, Stimme)
- 2017–2022: This Is Us – Das ist Leben (This Is Us, 19 Episoden, Fernsehserie)
- 2018: Year 3000 (Stimme)
- 2018–2019: Trolls – Die Party geht weiter! (Trolls: The Beat Goes On!, Fernsehserie, 52 Episoden, Stimme)
- 2019: Teen Girl in a Frog World (Fernsehserie, 2 Episoden)
- 2019: Good Trouble (Fernsehserie, Episode 2x10)
- 2019–2022: Disney Amphibia (Fernsehserie, 58 Episoden, Stimme)
- 2020: Chance
- 2020–2023: Solar Opposites (Fernsehserie, 5 Episoden)
- 2020–2022: Trolls: TrollsTopia (Fernsehserie, 31 Episoden, Stimme)
- 2021: Vlogs from the Bog (Fernsehserie, 3 Episoden, Stimme)
- 2023: Camp Hideout
- 2023: The Rookie (Fernsehserie, Episode 5x11)
- 2023–2024: Haileys Mission (Hailey's on It!, Fernsehserie, 15 Episoden, Stimme)
- seit 2024: Trolls: Fun Fair Surprise (Fernsehserie, Stimme)